# Jyrki Aho
Pour les articles homonymes, voir Aho (patronyme).
Jyrki Aho (né le 14 juillet 1974 à Jyväskylä) est un entraîneur professionnel finlandais de hockey sur glace.

## Biographie

### Carrière de joueur
Il a évolué au poste de défenseur dans la Suomi-Sarja (le troisième niveau finlandais) de 1995 à 2000.

### Carrière d'entraîneur
En 2004, il devient entraîneur-assistant au Jukurit Mikkeli dans la Mestis. Il passe un an en Allemagne avec l'équipe moins de 18 ans du Jungadler Mannheim en 2006-2007. En 2007, il intègre le JYP Jyväskylä dont il devient l'entraîneur principal en 2011 en remplacement de Risto Dufva. L'équipe remporte la SM-liiga 2012.
Le 26 avril 2021, il est recruté par le club français des Brûleurs de Loups de Grenoble, évoluant en Ligue Magnus, pour devenir l'entraîneur en chef de l'équipe. Entre 2021 et 2023, il remporte une coupe Magnus et une coupe de France, participe à la CHL et atteint une finale de Ligue Magnus. Le 22 novembre 2023, à la suite de résultats en coupe continentale en dessous des espérances, il est remercié par le club.

## Trophées et honneurs personnels

### SM-liiga
- 2012 : Trophée Kalevi-Numminen.

## Statistiques

### En club
| Saison    | Équipe          | Ligue       |    | Saison régulière | Saison régulière | Saison régulière | Saison régulière | Saison régulière |   | Séries éliminatoires | Séries éliminatoires | Séries éliminatoires | Séries éliminatoires | Séries éliminatoires |
| Saison    | Équipe          | Ligue       | PJ | B                | A                | Pts              | Pun              | PJ               | B | A                    | Pts                  | Pun                  |                      |                      |
| 1995-1996 | Jukurit Mikkeli | Suomi-Sarja | 17 | 3                | 6                | 9                | 2                | 4                | 0 | 0                    | 0                    | 0                    |                      |                      |
| 1997-1998 | Kiekko-Sudet    | Suomi-Sarja | 28 | 9                | 11               | 20               | 6                | -                | - | -                    | -                    | -                    |                      |                      |
| 1998-1999 | HeKi            | Suomi-Sarja | 14 | 4                | 3                | 7                | 2                | -                | - | -                    | -                    | -                    |                      |                      |
| 1999-2000 | HeKi            | Suomi-Sarja | 33 | 5                | 12               | 17               | 4                | -                | - | -                    | -                    | -                    |                      |                      |